# Brandon Hurst
Pour les articles homonymes, voir Hurst.
Brandon Hurst est un acteur britannique né le 30 novembre 1866 à Londres (Royaume-Uni), mort le 15 juillet 1947 à Hollywood (Californie).

## Filmographie
- 1915 : Via Wireless : Edward Pinckney
- 1920 : Docteur Jekyll et M. Hyde (Dr. Jekyll and Mr. Hyde) de John S. Robertson : Sir George Carew
- 1920 : A Dark Lantern : Colonel Dereham
- 1923 : The World's Applause : James Crane
- 1923 : Legally Dead : Dr Gelzer
- 1923 : Notre-Dame de Paris (The Hunchback of Notre Dame) de Wallace Worsley : Jehan
- 1924 : Le Voleur de Bagdad (The Thief of Bagdad) de Raoul Walsh : le Calife
- 1924 : Cytherea : Daniel Randon
- 1924 : One Night in Rome de Clarence G. Badger : le comte Beetholde
- 1924 : The Silent Watcher de Frank Lloyd : Herrold, le reporter
- 1924 : Larmes de clown (He who gets slapped) de Victor Seastrom : un clown
- 1924 : The Lover of Camille : Bertrand
- 1925 : Sa vie (The Lady) de Frank Borzage : St. Aubyns Sr
- 1925 : Sa nièce de Paris (Lightnin') de John Ford : Everett Hammond
- 1926 : Made for Love : Pharaon
- 1926 : The Enchanted Hill (en) d'Irvin Willat : Jasper Doak
- 1926 : The Grand Duchess and the Waiter : Matard
- 1926 : Secret Orders de Chester Withey : le majordome
- 1926 : Paris at Midnight : Comte Tarrefer
- 1926 : Gagnant quand même (The Shamrock Handicap) de John Ford : le percepteur
- 1926 : The Rainmaker de Clarence G. Badger : Doyle
- 1926 : Volcano : André de Chauvalons
- 1926 : Un gentleman amateur (The Amateur Gentleman) de Sidney Olcott : Peterby
- 1926 : Sultane (The Lady of the Harem) de Raoul Walsh : un gueux
- 1927 : Le Roi des rois (The King of Kings) de Cecil B. DeMille : rôle non crédité
- 1927 : L'Heure suprême (Seventh Heaven) de Frank Borzage : Oncle George (rôle non crédité)
- 1927 : Annie Laurie : le chef des Campbell
- 1927 : High School Hero (en) de David Butler : Mr. Golden
- 1927 : Anna Karénine (Love) d'Edmund Goulding : Sénateur Alexei Karenin
- 1928 : L'Homme qui rit (The Man Who Laughs) : Barkilphedro
- 1928 : News Parade : A.K. Wellington
- 1928 : Interférences (Interference) de Lothar Mendes : Inspecteur Haynes
- 1929 : The Voice of the Storm : Dr Isaacs
- 1929 : The Wolf of Wall Street de Rowland V. Lee : Sturgess
- 1929 : L'Affaire Greene  (The Greene Murder Case) de Frank Tuttle : Sproot
- 1929 : Her Private Life d'Alexander Korda : Sir Emmett Wildering
- 1930 : High Society Blues : Jowles
- 1930 : The Eyes of the World de Henry King : Edward Taine
- 1931 : The Right of Way de Frank Lloyd : Crown Attorney
- 1931 : Le Fils de l'oncle Sam chez nos aïeux (A Connecticut Yankee) de David Butler : Merlin
- 1931 : Young as You Feel de Frank Borzage : Robbins
- 1931 : Murder at Midnight : Lawrence
- 1932 : Murders in the Rue Morgue : Préfet de police
- 1932 : Scarface de Howard Hawks : un membre du Comité des citoyens
- 1932 : Midnight Lady de Richard Thorpe : Procureur de district
- 1932 : Les Morts-vivants (White Zombie) de Victor Halperin : Silver, le majordome
- 1932 : Down to Earth : Jeffrey, le majordome
- 1932 : Sherlock Holmes de William K. Howard : secrétaire d'Erskine (non crédité)
- 1932 : Raspoutine et l'Impératrice ( Rasputin and the Empress) de Richard Boleslawski : membre du personnel
- 1933 : Cavalcade de Frank Lloyd : Acteur chez Gilbert & Sullivan
- 1934 : Bombay Mail d'Edwin L. Marin : Pundit Chundra
- 1934 : La Patrouille perdue (The Lost Patrol) de John Ford: Le capitaine Bell
- 1934 : La Maison des Rothschild (The House of Rothschild) d'Alfred L. Werker : Stock Trader
- 1934 : House of Mystery : Prêtre hindou
- 1934 : Viva Villa ! de Jack Conway : Homme d'État
- 1934 : Have a Heart de David Butler : Bramley, médecin consultant
- 1934 : Crimson Romance : Officier anglais
- 1934 : Shirley aviatrice (Bright Eyes) de David Butler : Higgins
- 1934 : Le Petit Ministre (The Little Minister) de Richard Wallace : Anders Strothers
- 1935 : La Fille en rouge (The Woman in Red) : Oncle Emlen Wyatt
- 1935 : While the Patient Slept de Ray Enright : Grondal, le majordome
- 1935 : Red Morning : Magistrat
- 1935 : Bons pour le service (Bonnie Scotland) de James W. Horne : Policier militaire
- 1935 : La Gloire du cirque (Annie Oakley) de George Stevens : médecin traitant de Toby
- 1935 : The Great Impersonation d'Alan Crosland : Middleton
- 1936 : Gasoloons : gérant de la station service
- 1936 : Le Diable au corps (The Moon's Our Home) de William A. Seiter : Babson
- 1936 : Mary Stuart (Mary of Scotland) de John Ford : Airan
- 1936 : La Charge de la brigade légère (The Charge of the Light Brigade) de Michael Curtiz : Lord Raglan
- 1936 : Révolte à Dublin (The Plough and the Stars) de John Ford : Sergent Tinley
- 1937 : Stolen Holiday de Michael Curtiz : Détective
- 1937 : Le Démon sur la ville (Maid of Salem) de Frank Lloyd : Homme de la dîme
- 1937 : Le Chant du printemps (Maytime) de Robert Z. Leonard : Maître de cérémonie
- 1937 : La Mascotte du régiment (Wee Willie Winkie) de John Ford : Bagby, valet de chambre du colonel Williams
- 1937 : L'Espionne de Castille (The Firefly) de Robert Z. Leonard : Général anglais
- 1938 : Quatre Hommes et une prière (Four Men and a Prayer) de John Ford : Président du jury
- 1938 : Le Proscrit (Kidnapped) d'Alfred L. Werker : Donnelly
- 1938 : Le Professeur Schnock (Professor Beware) d'Elliott Nugent : Charlile, le majordome (non crédité)
- 1938 : Le Roi des gueux (If I Were King) de Frank Lloyd : un gueux
- 1938 : Suez d'Allan Dwan : Franz Liszt
- 1939 : East Side of Heaven : le majordome
- 1939 : Un homme à la plage (Tell No Tales) : le majordome de Lovelake
- 1939 : Frères héroïques (The Sun Never Sets) de Rowland V. Lee : Un médecin
- 1939 : Stanley et Livingstone (Stanley and Livingstone) de Henry King et Otto Brower : Sir Henry Forrester
- 1940 : L'Oiseau bleu (The Blue Bird) de Walter Lang : valet de pied
- 1940 : Petite et charmante (If I Had My Way) : Hedges
- 1940 : Rhythm on the River de Victor Schertzinger : Bates
- 1940 : The Howards of Virginia : Wilton
- 1941 : Sign of the Wolf : Dr Morton
- 1941 : La Marraine de Charley (Charley's Aunt) d'Archie Mayo : Coach
- 1941 : Docteur Jekyll et M. Hyde (Dr. Jekyll and Mr. Hyde) de Victor Fleming : Briggs, le majordome de Lanyon
- 1941 : Birth of the Blues de Victor Schertzinger : maître d'hôtel du bar
- 1941 : Road to Happiness : Swayne
- 1942 : André et les Fantômes (The Remarkable Andrew) de Stuart Heisler : le juge en chef John Marshall
- 1942 : Le Fantôme de Frankenstein (The Ghost of Frankenstein) d'Erle C. Kenton : Hans
- 1942 : The Mad Martindales : Majordome
- 1942 : The Pied Piper d'Irving Pichel : Major Domo
- 1942 : En route vers le Maroc (Road to Morocco) de David Butler : Annonceur anglais
- 1942 : Tennessee Johnson de William Dieterle : Sénateur
- 1943 : L'Homme-léopard (The Leopard Man) de Jacques Tourneur : le gardien de cimetière
- 1943 : Dixie d'A. Edward Sutherland : Homme digne dans le public
- 1943 : Tessa, la nymphe au cœur fidèle (The Constant Nymph) d'Edmund Goulding : un homme
- 1943 : Le Héros du Pacifique (The Man from Down Under) de Robert Z. Leonard : Fonctionnaire du gouvernement à la gare
- 1943 : Remerciez votre bonne étoile (Thank Your Lucky Stars) de David Butler  : chauffeur de taxi
- 1943 : Jane Eyre de Robert Stevenson : Conseiller scolaire de Lowood
- 1944 : L'Amour est une mélodie (Shine on Harvest Moon) de David Butler : le gardien
- 1944 : Radio Bugs : acteur shakespearien
- 1944 : Les Aventures de Mark Twain (The Adventures of Mark Twain) d'Irving Rapper : Ralph Waldo Emerson
- 1944 :  Le Fantôme de Canterville (The Canterville Ghost)  de Jules Dassin et Norman Z. McLeod : Mr. Peabody
- 1944 : Madame Parkington (Mrs. Parkington) de Tay Garnett : valet de pied
- 1944 : La Princesse et le Pirate (The Princess and the Pirate) de David Butler : Mr. Pelly
- 1944 : La Maison de Frankenstein (House of Frankenstein) d'Erle C. Kenton : Dr Geissler
- 1945 : The Man in Half Moon Street : Simpson, le majordome de Karell
- 1945 : Le blé est vert (The Corn Is Green) d'Irving Rapper  : Lewellyn Powell
- 1945 : Pavillon noir (The Spanish Main) de Frank Borzage : L'avocat de la mer
- 1945 : Agent secret (Confidential Agent) de Herman Shumlin : homme dans le train
- 1945 : San Antonio de David Butler : joueur
- 1946 : En route pour l'Alaska (Road to Utopia) de Hal Walker : homme chez Zambini
- 1946 : Les Vertes Années (The Green Years) de Victor Saville : libraire
- 1946 : Le Joyeux Barbier (Monsieur Beaucaire) de George Marshall : Marquis
- 1946 : Sister Kenny de Dudley Nichols : Mr. Todd
- 1946 : L'Impératrice magnifique (Magnificent Doll) de Frank Borzage : Brown
- 1946 : La Fille et le Garçon (The Time, the Place and the Girl) de David Butler : Simpkins, le majordome du château
- 1947 : La Brune de mes rêves (My Favorite Brunette) d'Elliott Nugent : le majordome
- 1947 : Welcome Stranger : un homme
- 1947 : Where There's Life : chef de rayon
- 1947 : My Wild Irish Rose : Michael, le jardinier
- 1947 : En route pour Rio (Road to Rio) : Barker